# Mary Arden
Mary Arden, 1537, död 9 september 1608, var mor till William Shakespeare. Hon gifte sig förmodligen med John Shakespeare 1557. 
Mary Arden var Robert Ardens och Mary Webbs yngsta dotter. Arden är en av de tre äldsta släkterna i England. 
Mary fick åtta barn: Joan, Margaret, William, Gilbert, June, Anne, Richard och Edmund.